# Acytolepis lilacea
Acytolepis lilacea är en fjärilsart som beskrevs av George Francis Hampson 1889. Acytolepis lilacea ingår i släktet Acytolepis och familjen juvelvingar. Inga underarter finns listade i Catalogue of Life.